# Convergència Democràtica de la Franja
Convergència Democràtica de la Franja (CDF) és un partit polític de la Franja de Ponent sorgit de la refundació d'Alternativa Cívica (Alcivi), una formació fragatina que es presentà a les eleccions locals de 2007.
El partit es fundà a Fraga el 7 de febrer de 2009 amb l'apadrinament de Convergència Democràtica de Catalunya, tot i que ambdues formacions romandran independents l'una de l'altra.
Els objectius del partit són defensar la llengua catalana, i potenciar l'economia, els serveis socials i les infraestructures dels ciutadans de les comarques de la Franja.
Marta Canales, secretaria general adjunta de CDF, formà part de la llista de CDC a les Eleccions al Parlament Europeu de 2009.
A les eleccions locals de 2011 CDF aconseguí quatre regidors, tots ells al Pont de Muntanyana, localitat que governaran amb majoria absoluta.